# Waukena (Kalifornija)
Waukena je naseljeno područje za statističke svrhe u američkoj saveznoj državi Kalifornija. Prema popisu stanovništva iz 2010. u njemu je živjelo 108 stanovnika.